# Ballingarry, Limerick
Ballingarry (iriska: Baile an Gharraí) är en ort i grevskapet Limerick i provinsen Munster i Republiken Irland. Ballingarry ligger mellan Rathkeale och Kilmallock längs vägen R518. Tätorten (settlement) Ballingarry hade 521 invånare vid folkräkningen 2016.